# La Maja
La Maja – obraz olejny namalowany przez Waldo Saavedrę w 2000 roku.
Głównym motywem obrazu jest postać ówczesnej dziennikarki Letizii Ortiz w prawej połowie płótna, przedstawionej w długiej, białej spódnicy, przepasanej czewnoną szarfą i nagiej od pasa w górę. Letizia Ortiz patrzy w stronę widza, a w wyciągniętych rękach ma płonący papierowy samolot. Jej postać jest otoczona detalami tła, w tym m.in. motywami z Tauromachii Goi i postacią Fridy Kahlo. Tytuł obrazu La Maja nawiązuje do obrazów Goi Maja naga i Maja ubrana.
Od czasu powstania obraz był wystawiany w wielu miastach.